# This Century
This Century est un groupe américain de rock alternative de Phoenix dans l'Arizona.
Le groupe s'est formé en 2005 et est constitué de Joel Kanitz, Ryan Gose, Sean Silverman et Alex Silverman. Joel est au chant, Ryan joue de la batterie, Sean de la guitare et Alex de la basse et du clavier.

## Discographie
- 2007 2007
- 2008 Look What We Made
- 2008 Dream of Christmas
- 2008 No Way Out
- 2009 Kiss Me Like It's Christmas
- 2009 To Love and Back
- 2010 Hopeful Romantic Sampler
- 2011 Sound of Fire, Action Theory Records
- 2013 Biography of Heartbreak, RUDE Records

- (en) Cet article est partiellement ou en totalité issu de l’article de Wikipédia en anglais intitulé « This Century » (voir la liste des auteurs).